# Svetozar Delić
Svetozar Delić ( 31. kolovoza 1885. - Petrinja, 25. listopada 1967.) bio je gradonačelnik grada Zagreba od 16. do 19. travnja 1920. godine.

## Životopis
Svetozar Delić rođen je u Petrinji (tada dio Austro-Ugarske) od Tome i Franciske Delić rođenje Hula. Pohađao je realnu školu u Zagrebu i maturirao 1905. godine. Nije bio primljen na Bečko sveučilište pa je postao činovnik Zaklade za osiguranje radnika Zagrebačke županije. Taj ga je posao motivirao da postane komunist jer je uočio društveno raslojavanje u korist bogatih. Od 1905. godine bio je član Glavnog odbora Socijaldemokratske stranke Hrvatske i Slavonije. Do 1919. je bio zaposlen u Okružnoj blagajni u Zagrebu te je djelovao u sindikalnim i zadružnim organizacijama. Od 1919. je bio njihov povjerenik u Narodnom vijeću.
Pošto se od 1910. nastanio u Zagrebu, Delić je, zajedno s Josipom Cimermančićem, pristupio članstvu nedavno formirane komunističke organizacije "Napred" postavši jednim od prvih 50 članova. Organizacija je bila aktivna i sve uključenija u politiku Zagreba, što je doprinijelo daljnjem rastu njezinog članstva i financijskom kapitalu koji je između 1914. i 1919. porastao za čak 200 puta. Ovo je bio značajan pothvat budući da se odvio u ratnim vremenima kada su glad i neimaština bili svakodnevica Zagreba.
Tijekom Prvog svjetskog rata pisao je članke o problemima prehrane stanovništva u „Novostima” i poslije u „Slobodi”. Ovi članci su mu među građanima Zagreba pribavili veliku popularnost, posebno kada je rad svoje zadruge proširio i na područje Vrapča i Stenjevca, gdje su živjeli radnici-seljaci koji nisu bili obuhvaćeni gradskom aprovizacijom i koji su gladovali.

### Pobjeda na izborima i smjena s vlasti
U siječnju 1919. postao je član tajnog akcionog odbora ljevice. Njegova zadruga je samo u Zagrebu imala skoro 2000 zadrugara i više od 8800 članova korisnika. Na konferenciji Socijaldemokratske stranke Hrvatske i Slavonije održanoj u Zagrebu u ožujku 1919. godine, većina članova je pod utjecajem ideja socijalističke Oktobarske revolucije napustila socijaldemokraciju i opredijelila se za revolucionarni komunizam, među njima i Delić. Ovi članovi pristupili su novoformiranoj Socijalističkoj radničkoj partiji Jugoslavije (komunista). Lista SRPJ(k) je na izborima u Zagrebu osvojila 20 od 50 zastupničkih mjesta te je Delić, u svojstvu predsjednika Kluba komunističkih gradskih zastupnika 15. travnja 1920. većinski sa 27 od 50 glasova bio izabran za novog gradonačelnika, porazivši Stjepana Srkulja koji je dobio 14 glasova.
Vladajuća dinastija Karađorđević je uspon komunizma i izbore brojnih komunističkih gradonačelnika poput Delića diljem zemlje shvatila kao prijetnju monarhiji i naredila da se poduzmu mjere kako bi se spriječio njihov utjecaj u politici. Sljedećeg dana, 17. travnja, ban Matko Laginja zabranio je sva javna okupljanja i sastanke gradske vijećnice prema starom zakonu iz 1875. godine. Dana 18. travnja u 9 sati telefonom je Delića nazvao banski savjetnik Dragutin Tončić koji ga je razriješio dužnosti i raspustio gradsko zastupstvo. Delić je zatražio pismenu obavijest kako bi produžio mandat, iako mu je sudbina već bila zapečaćena. Kasnije istoga dana Regionalna vlada poslala je Deliću pisanu obavijest o Tončićevu preuzimanju. Delić je odbio suradnju.
Sutradan je Delić razriješen dužnosti i obustavljena mu je plaća. Protiv njega i ostalih izaslanika SRPJ(k) pokrenut je kazneni postupak, no to ga nije uvjerilo da napusti gradsku vijećnicu. Njegov prvi čin toga dana bio je obavijestiti ostale izaslanike o otkazivanju zakazane sjednice za 22. travnja, koja je trebala biti prva sjednica novoformiranog Gradskog vijeća. Međutim, Delić je kasnije zakazao i održao sastanak 22. travnja. Sastanak je održan pod opsadom žandarmerije i vojnih postrojbi koje su okružile zgradu. Delić se zatvorio unutra i sa 27 prisutnih vijećnika pokušavajući obavljati gradonačelničku dužnost dok je pod suspenzijom. Potvrđeno je da je kvorum ispunjen i zapisnik je potpisan, ali ništa drugo se nije moglo učiniti prije nego što je policajac Vragović sa svojih 30 ljudi upao u gradsku vijećnicu i uhitio Delića i sve prisutne vijećnike. Čak i sa šest dana Delićev mandat najkraći je u povijesti zagrebačkih gradonačelnika.
Sljedećeg dana, 23. travnja, održani su javni prosvjedi građana da se vlast uvjeri da vrati Delića, ali nisu uspjeli i novi gradonačelnik postaje Dragutin Tončić. Nekoliko mjeseci kasnije Tončić je prepustio vlast novom, politički neutralnom gradonačelniku Vjekoslavu Heinzelu, koji će tu dužnost zadržati sljedećih osam godina.

### Kasniji život
Deliću je onemogućeno daljnje djelovanje, pa se uskoro potpuno povukao iz političkog života. Nakon propasti „Napreda” radio je kao činovnik u drvnom poduzeću „Slavonija” u Slavonskom Brodu od 1932. do 1942. godine. Od 1942. do 1944. naizmjence je boravio u Tuzli, gdje je bio upravitelj velepecare „Bosanka”, i u Samoboru, gdje mu je živjela obitelj. Zbog sukoba s njemačkom vojskom napustio je Tuzlu i živio u Samoboru do svibnja 1945. godine. Nakon rata bio je funkcionar u Gradskom i Kotarskom Narodnooslobodilačkom odboru Samobora. Bio je i jedan od organizatora Samoborske zadruge.
Preminuo je 1967. godine u Samoboru, u 82. godini života.

## Privatni život
Delić se 11. svibnja 1913. vjenčao s Paulinom Wallner, evangeličkom katolkinjom iz Austrije. Imao je dvoje djece od kojih se jedno, dr. Svetozar Delić, borio u Drugom svjetskom ratu na strani jugoslavenskih partizana.

## Unutarnje poveznice
- Popis zagrebačkih gradonačelnika